# Pasquia River
Der Pasquia River ist ein rechter Nebenfluss des Saskatchewan River in den kanadischen Provinzen Saskatchewan und Manitoba.

## Verlauf
Der Pasquia River entspringt östlich vom Bankside Lake in den Pasquia Hills, ein bewaldeter Höhenzug im zentralen Osten von Saskatchewan, auf einer Höhe von etwa 730 m. Anfangs fließt der Pasquia River in überwiegend östlicher Richtung aus dem Hügelland. Bei Flusskilometer 175 kreuzt der Saskatchewan Highway 9 den Flusslauf. Dort befindet sich der Rastplatz „Pasquia River Recreation Site“ (⊙). An der Straßenbrücke über den Fluss wurde zwischen 1965 und 2022 saisonal der Abfluss gemessen. Der Pasquia River durchquert in der Folge eine Steppenlandschaft. Ab Flusskilometer 155 wendet sich der Pasquia River allmählich nach Norden. Etwa ab Flusskilometer 50 fließt der Pasquia River nach Osten. Bei Westray wendet sich der Fluss nach Nordosten und fließt noch 35 Kilometer bis zu seiner Mündung. Auf den letzten Kilometern treffen mehrere Kanäle von links kommend auf den Pasquia River. Etwa 700 m oberhalb der Mündung des Pasquia River befindet sich der „Knapp Dam“ (⊙), ein Abflusskontrollbauwerk. Die Flussmündung befindet sich am westlichen Stadtrand von The Pas. Der Carrot River mündet etwa 3 km weiter westlich in den Saskatchewan River.

## Flussfauna
Im Pasquia River kommen u. a folgende Fischarten vor: Glasaugenbarsch, Quappe, See-Stör und Hecht.